# Généralité de Lille
1691–1790
(334 ans)
Entités précédentes :
- Création

La généralité de Lille (aussi appelée généralité de Flandre et d'Artois) fut une circonscription administrative de Flandre et d'Artois créée en 1691. Son ressort comprenait les provinces de Flandre wallonne, de Flandre maritime et d'Artois.
Elle se composait de dix-sept subdélégations (anciennes), huit bailliages, une gouvernance.

## La généralité d'après le Règlement royal du 19 février 1789 (États généraux)
Ce règlement décrit ainsi la généralité du point de vue électoral.
- Bailliage de Bailleul, 8 députés ;
- Gouvernance d'Arras, 16 députés, (bailliages secondaires : Aire, Bapaume, Béthune, Hesdin, Lens, Saint-Omer, Saint-Pol) ;
- Gouvernance de Lille, 8 députés
- Gouvernance de Douai, 4 députés.

## Liste des circonscriptions administratives
La généralité étant une des circonscriptions administratives majeures, la connaissance historique du territoire concerné passe par l'inventaire des circonscriptions inférieures de toute nature. Cet inventaire est la base d'une exploration des archives réparties entre les différentes archives départementales des départements compris dans la généralité.
Cette liste est à confronter aux bailliages donnés ci-dessus.
- Bailliage d'Aire
- Subdélégation d'Aire
- Gouvernance d'Arras
- Subdélégation d'Arras
- Subdélégation de Bailleul
- Bailliage de Bapaume
- Subdélégation de Bapaume
- Subdélégation de Bergues
- Bailliage de Béthune
- Subdélégation de Béthune
- Subdélégation de Bourbourg
- Subdélégation de Cassel
- Subdélégation de Douai
- Subdélégation de Dunkerque
- Subdélégation de Gravelines
- Subdélégation d'Hazebrouck, pas en 1787
- Bailliage d'Hesdin
- Subdélégation d'Hesdin
- Subdélégation d'Hondschoote, pas en 1787
- Bailliage de Lens
- Subdélégation de Lille
- Bailliage de Lillers
- Subdélégation de Merville
- Subdélégation de Orchies, pas en 1787
- Bailliage de Saint-Omer
- Subdélégation de Saint-Omer
- Bailliage de Saint-Pol
- Subdélégation de Saint-Pol
- Subdélégation de Saint-Venant
- Subdélégation de Saint-Winoc, pas en 1787